# Jonathan Sadowski
Jonathan Michael-Angelo Sadowski (Chicago, 23 november 1979) is een Amerikaans acteur van Poolse afkomst.
Sadowski is vooral bekend van zijn rol als Paul Antonio in de film She's the Man uit 2006. Medio juli 2010 ging hij in de serie $#*t! (Shit) My Dad Says spelen met onder andere William Shatner.